# Luis Mariano de Larra
Luis Mariano de Larra y Wetoret (Madrid, 17 de diciembre de 1830-Madrid, 20 de febrero de 1901) fue un dramaturgo y novelista español, hijo de Mariano José de Larra.

## Biografía
Funcionario del Estado, trabajó en el Ministerio de Fomento y colaboró en diversas publicaciones de la época; fue algún tiempo redactor de la Gaceta de Madrid, cuyo puesto dejó para consagrarse exclusivamente a la literatura. Escribió numerosas comedias, entre las que obtuvo mayor éxito La oración de la tarde, drama en tres actos y en verso representado por primera vez en el Teatro del Circo el 25 de noviembre de 1858 y cuyo protagonista, don Diego de Mendoza, arrastrado a justa indignación por motivos de honra, pone en práctica el precepto evangélico de perdonar las injurias. 
También destacó como autor de zarzuelas, entre ellas dos con música de Francisco Asenjo Barbieri que fueron celebérrimas, El barberillo de Lavapiés, que se estrenó en el Teatro de la Zarzuela de Madrid el 18 de diciembre de 1874, y Chorizos y Polacos, estrenada en el Teatro Príncipe Alfonso de Madrid, el 24 de mayo de 1876.

## Obras

### Novelas

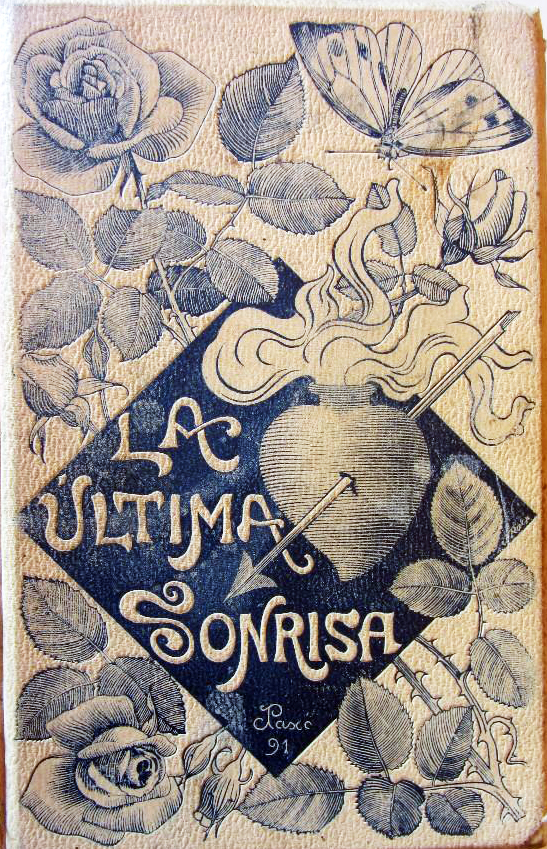
La última sonrisa (1891), portada de Pascó.

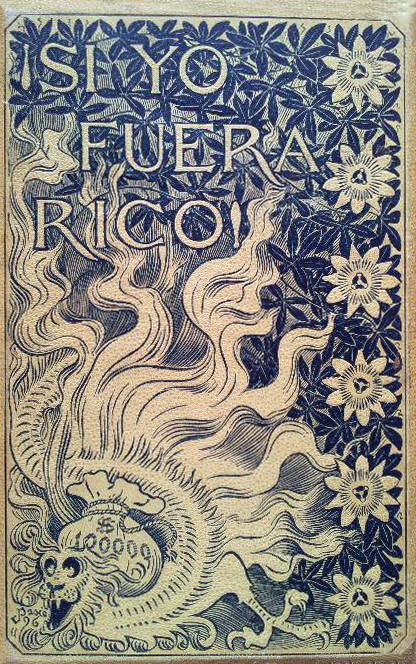
Si yo fuera rico (1896), portada de Pascó.

- Tres noches de amor y celos
- La gota de tinta (1858)
- La última sonrisa (1891)
- Si yo fuera rico (1896)[1]

### Comedias
- El Toro y el Tigre.
- Un embuste y una boda.
- Todo con raptos.
- El cuello de la camisa, con el Sr. Suricalday.
- En Palacio y en la calle. Drama.
- Las tres noblezas.
- Quien á cuchillo mata.
- A caza de cuervos! con el Sr. Larrea.
- Una nube de verano.
- Batalla de reinas.
- El amor y el interés.
- La pluma y la espada.
- La paloma y los halcones.
- La planta exótica.
- El Rey del mundo.
- La oración de la tarde. Madrid; Imp. De José Rodríguez, 1858.
- La primera piedra.

### Zarzuelas
- Todos son raptos, para Barbieri y Oudrid, estrenada en el Teatro Circo en 1851.
- La conquista de Madrid, para Gaztambide, en 1863.
- Justos por pecadores, para Oudrid y Marqués, en 1871.
- Viaje a la luna, para D. José Rogel Soriano, en 1876.
- La Guerra Santa del nuevo nacer, para Emilio Arrieta, en 1879.
- Chorizos y Polacos, para Barbieri, estrenada en el Teatro Príncipe Alfonso de Madrid, el 24 de mayo de 1876
- El Barberillo de Lavapiés, para Barbieri, estrenada en el Teatro de la Zarzuela de Madrid, el 18 de diciembre de 1874.